# レーズライター

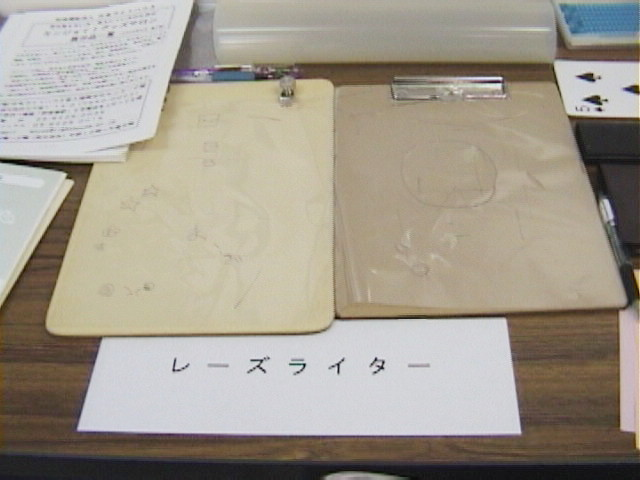
レーズライター

レーズライターとは、一般的には視覚障害者が文字や図形を書いたり、識別するのに使う筆記用具セットのことをさす。
レーズライターは、正式には表面作図器と言い、日本点字図書館より市販されている。写真にあるように、一見クリップボードのような外見をしているが、プラスチック板の上に薄いゴムを貼り付けてある。使用する際には、日本点字図書館より市販されている特殊なセロファンを上部の紙おさえで固定し、ボールペンを使ってセロファンに文字や図形を書き込む。通常は凹状に残る筆跡が凸状となってそれらが浮き上がり、視覚障害者も触覚を使い、書きながらその内容を確認することが出来る。
ボールペンは市販の物でもかまわないが、セロファンにインクが染み込まず、書いていると手などを汚してしまうため、通常はインクのない物を使用する。市販のボールペンのインクの切れた物を使用しても良いが、日本点字図書館より作図用ボールペンとして、インク無しのボールペンが発売されている。
表面作図器とは別に、表面作図用シリコンラバーというものがあり、表面作図器と同様の用途に用いられている。シリコンラバーは、要はA4大、厚さ1ミリのゴム板であるが、前述のセロファンがよく吸付き、表面作図器よりもセロファンがずれにくい。また、したにコルク板や木板を敷くことで、三角定規の固定や、目印用に使われるピンを打つことができる。
また、表面作図に使用される、定規類も日本点字図書館より発売されている。これは、三角定規・分度器・ぶんまわし（コンパス）のセットになっており、凸点、凸線で目盛を触読出来る工夫や、固定のためにピン穴が開けてあるなどの工夫が施されている。さらに三角定規には平行線を視覚障害児・者が引くことを補助するためのスライドスペースが設けてある。